# Knytkalas

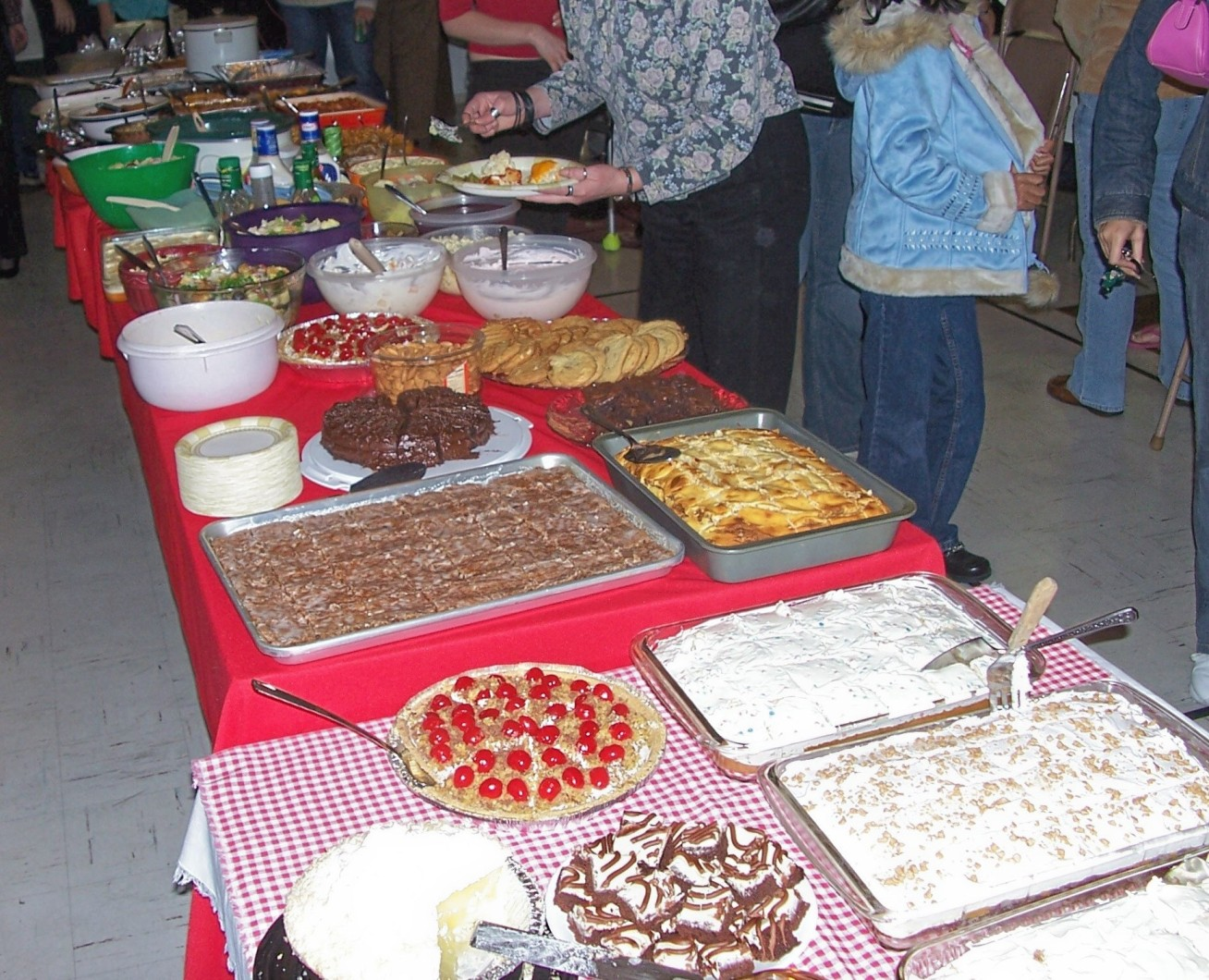
Ett knytkalas.

Knytkalas, i folkmun även knytis, är en fest eller annan bjudning där deltagarna förväntas att själva medta mat (och eventuellt dryck) att bjuda varandra på.
Ett knytkalas kan vara organiserat, då deltagarna innan bjudningen delar upp mellan sig vad de ska ta med sig. Det kan vara till exempel för att det ska vara lagom andelar huvudrätt och efterrätt, eller för att måltiderna ska bli kompletta. Alternativet att alla gäster fritt tar med sig något (i folkmun fri knytis) förekommer också.
Fördelar med knytkalas är att inköpen och matlagningen kan fördelas jämnt mellan deltagarna så att ingen behöver köpa eller laga mer än någon annan, och att alla kan bidra efter kunskap och resurser. På en födelsedagsfest, eller vid annan uppvaktning, kan knytkalas vara ett alternativ till att gästerna tar med presenter.
"Knyt" i ordet knytkalas syftar på att gästerna förr kunde bära med sig maten i knyten till kalaset. Knytkalas finns belagt i svenskan åtminstone sedan 1907.

## Varianter
Etikettexperter anser att det kan vara acceptabelt att enbart ta med mat och eventuell dryck till sig själv på ett knytkalas, åtminstone om det finns en överenskommelse med värden.
Under 2000-talet används knytkalas i folkmun även i utvidgad betydelse för sammankomster där gästerna enbart tar med mat och eventuell dryck till sig själva. Det kan då ingå i olika ordsammansättningar som exempelvis grillknytis, då värden står för grill och gästerna själva tar med sig vad de vill grilla.